# この道 (映画)
『この道』（このみち）は、2019年に公開された日本映画である。監督は佐々部清。大森南朋とEXILE AKIRAのダブル主演。
1918年に文学者の鈴木三重吉が児童雑誌「赤い鳥」を刊行して100周年になるのを記念して製作された映画であり、「赤い鳥」において多くの童謡を発表した詩人・北原白秋と作曲家・山田耕筰の人生を描いている。
北原白秋が生前利用していた箱根・富士屋ホテルにて日本映画として初めて撮影がおこなわれた。

## あらすじ
昭和27年（1952年）、神奈川県小田原市で、「北原白秋 没後十周年記念コンサート」が開かれ、白秋が作詩した童謡「この道」が、少女合唱隊とオーケストラによって演奏される。指揮をするのは、この曲を作曲した山田耕筰だ。コンサート終了後、若い女性記者から白秋がどんな人物だったのか尋ねられ、耕筰は二人の出会いと交流を回想する。
明治43年（1910年）初夏。詩人の北原白秋は、隣家の人妻である松下俊子に夢中になっている。与謝野晶子から諭されても、「かわいそうな女の人が隣にいたら、放っておくわけにいかないでしょう?」と開き直る始末だ。
明治44年（1911年）初夏。「邪宗門」に続く白秋の第二詩集「思ひ出」の出版記念会が盛大に開催され、与謝野鉄幹・高村光太郎・萩原朔太郎らに祝福される。郷愁に満ちた作風が高く評価され、一躍人気詩人となった白秋は得意の絶頂にいた。だが、大正元年（1912年）夏、白秋と俊子は、俊子の夫から姦通罪で告訴され、逮捕されてしまう。このスキャンダルで白秋の名声は一気に墜ちてしまった。
大正7年（1918年）に鈴木三重吉が「赤い鳥」を創刊。白秋はこの児童文芸誌を舞台にさまざまな童謡を発表し、新境地を切り開いた。三重吉の仲介で山田耕筰と出会った白秋。一度はけんか別れしたが、大正12年（1923年）の関東大震災後、「僕の音楽と君の詩とで、傷ついた人々の心を癒やす歌がきっとできるはずだ」という耕筰の言葉で、二人は意気投合する。
大正14年（1925年）、日本初のラジオ放送で、白秋作詩、耕筰作曲の「からたちの花」が演奏された。「からたちの花」に続いて発表された「この道」も大評判となり、白秋、耕筰コンビの人気はますます高まった。

## キャスト
北原白秋
演 - 大森南朋
山田耕筰
演 - AKIRA
菊子
演 - 貫地谷しほり
松下俊子
演 - 松本若菜
記者
演 - 小島藤子
NHKラジオ第一回放送「からたちの花」歌手
演 - 由紀さおり、安田祥子
菊池寛
演 - 津田寛治
秦彦三郎
演 - 升毅
石川啄木
演 - 近藤フク
萩原朔太郎
演 - 佐々木一平
室生犀星
演 - 稲葉友
高村光太郎
演 - 伊嵜充則
大手拓次
演 - 松本卓也
鈴木三重吉
演 - 柳沢慎吾
与謝野晶子
演 - 羽田美智子
与謝野鉄幹
演 - 松重豊

## スタッフ
- エグゼクティブプロデューサー - 間瀬泰宏
- プロデューサー - 宮田幸太郎、橋本剛実
- 監督 - 佐々部清
- 脚本 - 坂口理子
- 参考 - 瀬戸内寂聴『ここ過ぎて 北原白秋と三人の妻』（小学館）[5][6]
- 音楽 - 和田薫
- 主題歌 - 「この道」EXILE ATSUSHI[1] 作詩：北原白秋 / 作曲：山田耕筰 / 編曲：武部聡志
- 挿入歌 - 「からたちの花」由紀さおり、安田祥子[7] 作詩：北原白秋 / 作曲：山田耕筰
- 配給 - HIGH BROW CINEMA
- 製作 - 映画「この道」製作委員会（LDH JAPAN、朝日新聞社、電通、小学館、TBSサービス、TBSラジオ、ローソン、スタジオブルー、TCエンタテインメント）